# Avşarpotuklu, Pınarbaşı
Avşarpotuklu là một xã thuộc huyện Pınarbaşı, tỉnh Kayseri, Thổ Nhĩ Kỳ. Dân số thời điểm năm 2008 là 44 người.